# Barrow (Rutland)
Barrow – wieś w Anglii, w hrabstwie Rutland. Leży 8 km na północny wschód od miasta Oakham i 141 km na północ od Londynu. W 2001 miejscowość liczyła 67 mieszkańców.